# Wappenscheiben der Dreifaltigkeitskirche (Haunsheim)

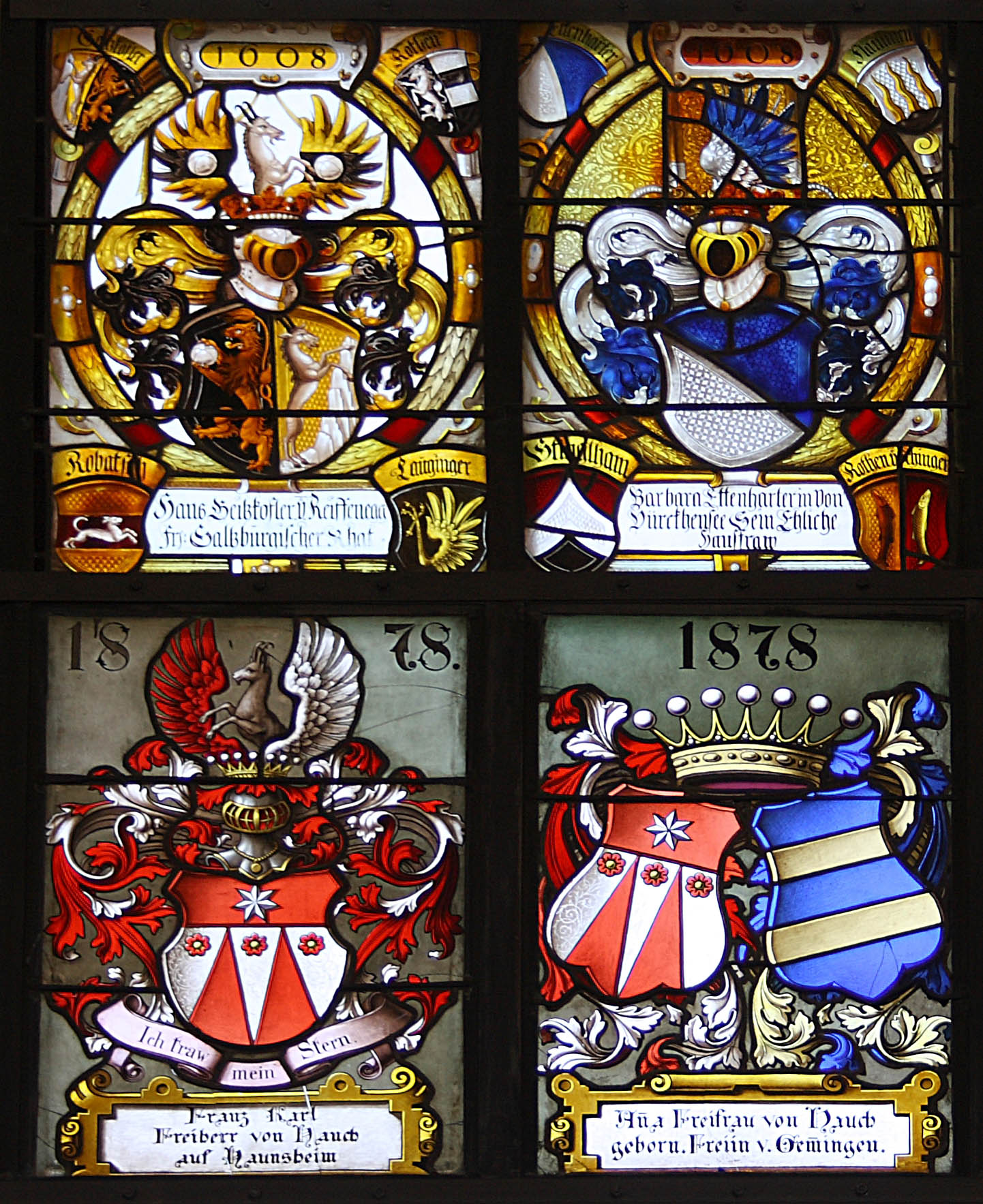
Wappen der Erbauer der Kirche, der Familien Rehlingen-Geizkofler von 1608, und Wappen der Familie Hauch von 1878/79 (unten)

Die zehn Wappenscheiben in der evangelisch-lutherischen Dreifaltigkeitskirche in Haunsheim, einer Gemeinde im Landkreis Dillingen an der Donau im bayerischen Regierungsbezirk Schwaben, wurden 1608 und 1878/79 geschaffen. Die Wappenscheiben sind als Teil der Kirchenausstattung ein geschütztes Baudenkmal.
Die sechs alten Wappenscheiben im Chor mit den Wappen der Erbauer, der Familien Rehlingen-Geizkofler, wurden 1608 von dem Augsburger Glasmaler Achilles Miller geschaffen.
Die vier neueren Wappenscheiben der Familie Hauch von 1878/79 wurden von Max Mittermair aus Lauingen an der Donau geschaffen.

## Inschriften
Fenster 1:
„1608 Hans Geizkofler v. Reiffenegg fr. Salzbürgischer Rhat“ (Ahnenwappen: Geizkofer, Rothen, Robatsch, Lauginger)
„1608 Barbara Ettenharterin Von Vürckhensee Sein Eheliche Hausfraw“ (Ahnenwappen: Ettenharter, Flammen, Stinglham, Rothen von Elchingen)
„1878 Franz Freiherr von Hauch auf Naunsheim“
„1878 Anna Freifrau von Hauch und Freiin v. Gemmingen“
Fenster 2:
„1608 Marx von Rehlingen zu Klein Kitzinghoven“ (Ahnenwappen: Rehlingen, Haintzel, Walther, Lauginger)
„1608 Juliana Roth sein eheliche Hausfraw“ (Ahnenwappen: Roth, Welser, Hörwart, Grander)
Fenster 3:
„1608 Zacharias Geizkofler von Reiffenegg zu Gailenbach, Haunsheim, Moos, von Wöschenbeuren. Ritter. Röm. kay. Mt. und den hochlöbl. Hauß von Österreich“(Ahnenwappen: Geizkofler, Ettenharter, Kugler von Hohenfirnberg, Flammen)
„1608 Maria von Rehlingen zu Kleinen Kitzighofen, Sein Ehliche Hausfraw“ (Ahnenwappen: Rehlingen, Kugler von Hohenfirnberg, Haintzel, Welser)
„1879 Karolina Luise Irma Freiin von Hauch“
„1879 Wilma Gabriele Bettina Freiin von Hauch“

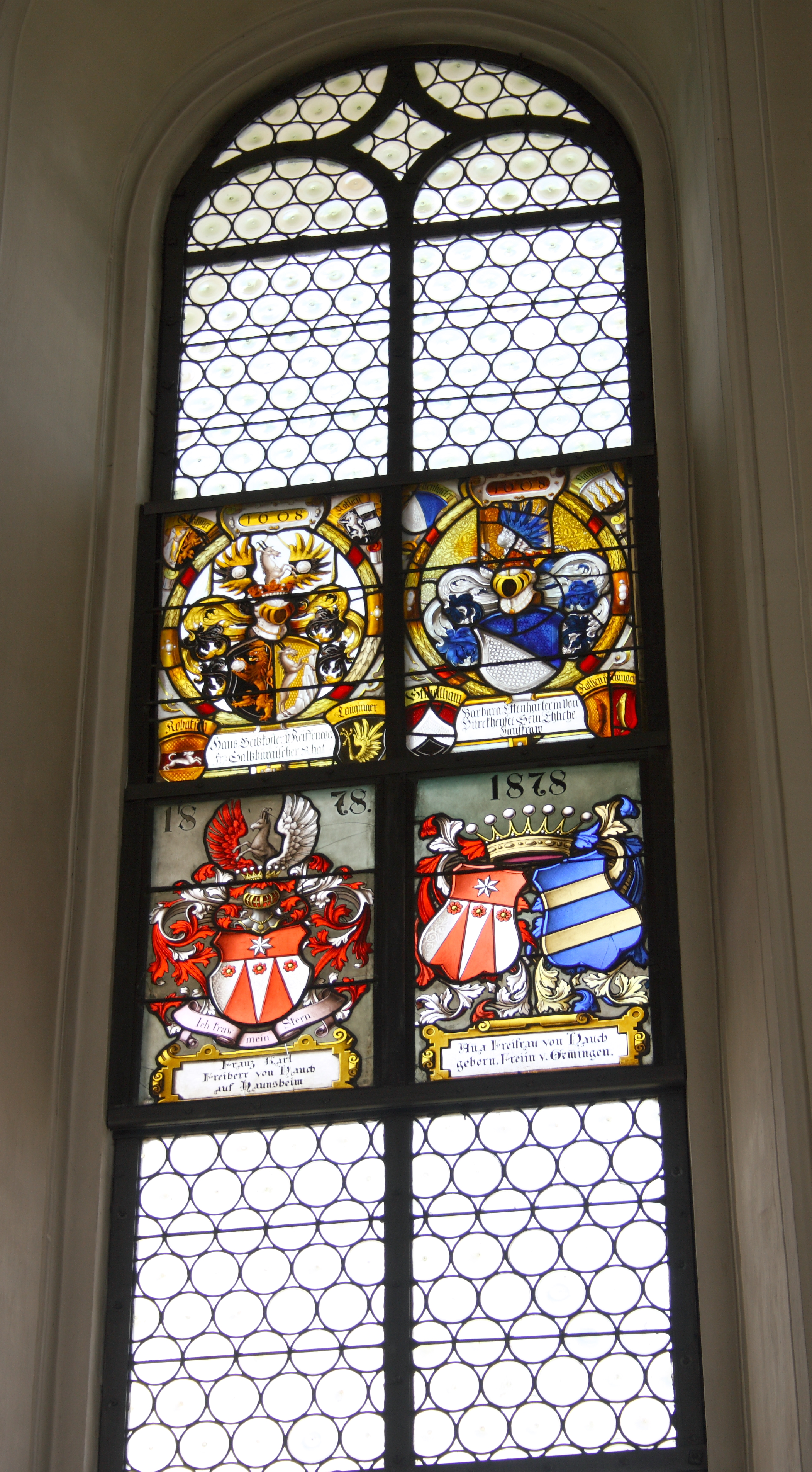
Fenster 1
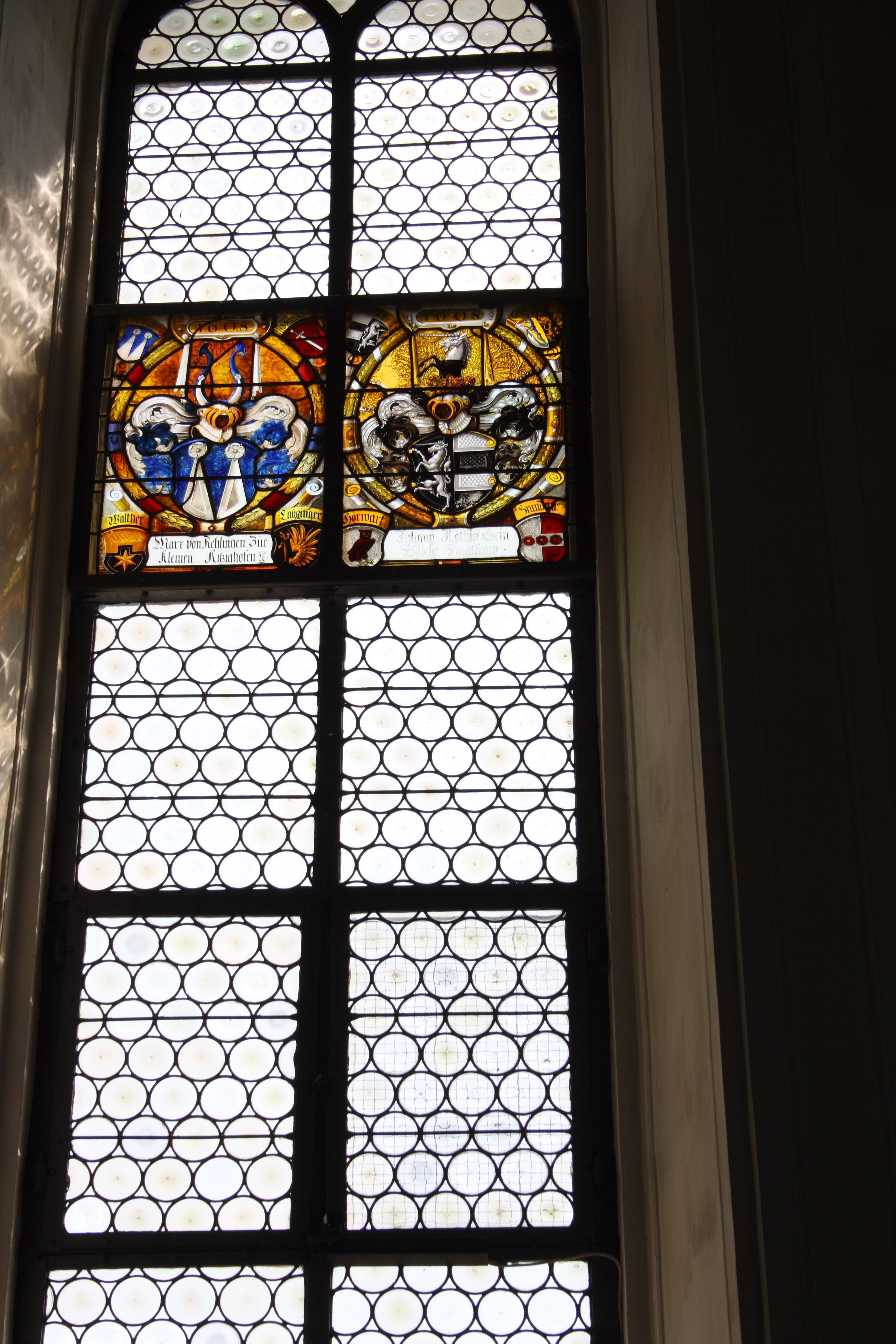
Fenster 2
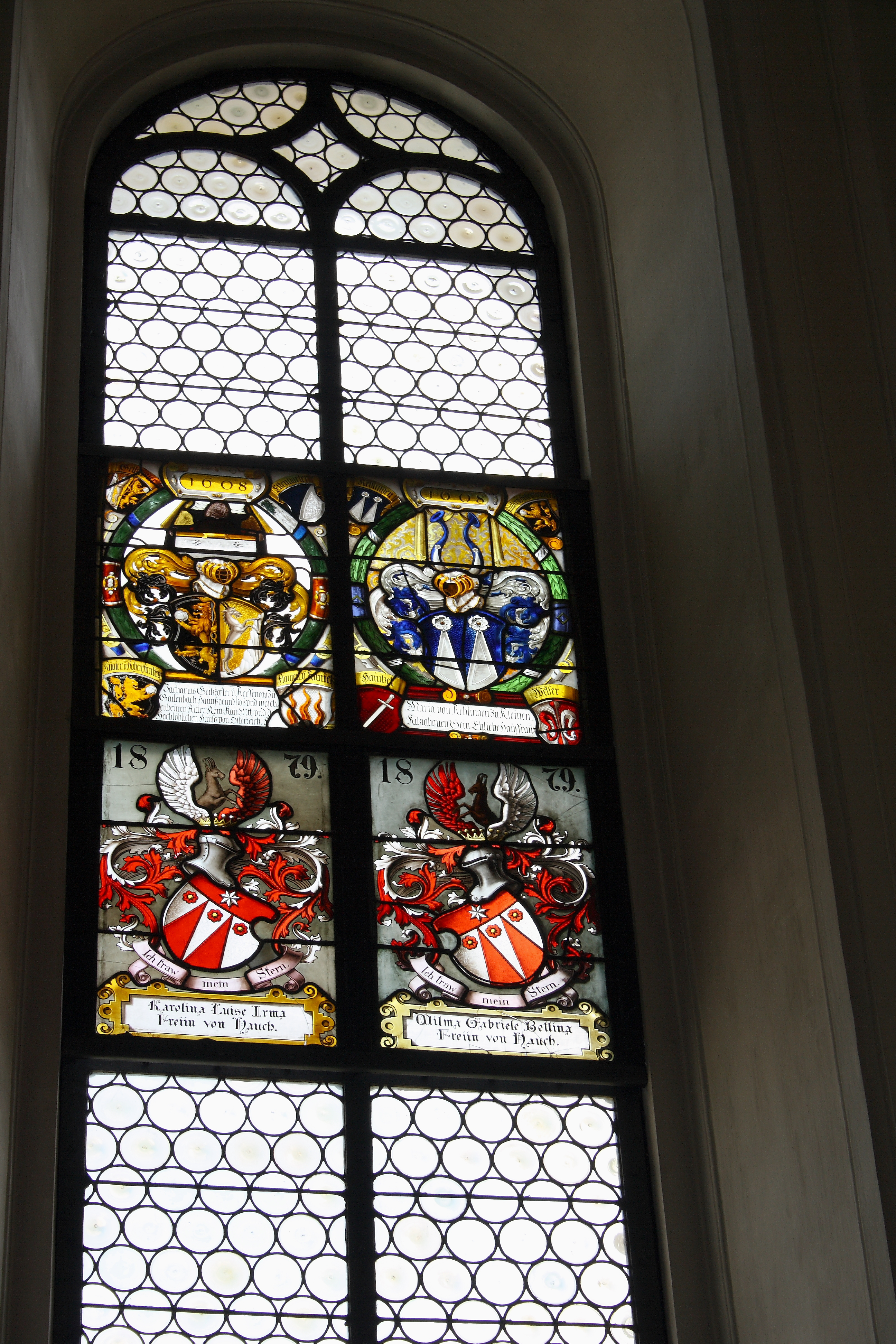
Fenster 3